# A480 (Frankrijk)
De A480 of Autoroute 480, ook wel Rocade Ouest de Grenoble, is een autosnelweg in Frankrijk. De weg vormt het westelijke deel van de rondweg rondom Grenoble. Ook is de weg een belangrijke schakel tussen de doorgaande autoroutes A48 en A51, die een belangrijke functie vormen voor vakantieverkeer van en naar de Provence.

## Verbreding
Vanwege frequente filevorming is de A480 van 2018 t/m 2022 tussen de knooppunten met de A43 en de N87 uitgebreid van 2x2 naar 2x3 rijstroken.

## Knooppunten
- Met de A43 richting Lyon
- Met de N87 richting Chambéry